# Landwirtschaftliches Museum Berlin
Das Landwirtschaftliche Museum Berlin ist ein ehemaliges Landwirtschaftsmuseum in Berlin.

## Geschichte

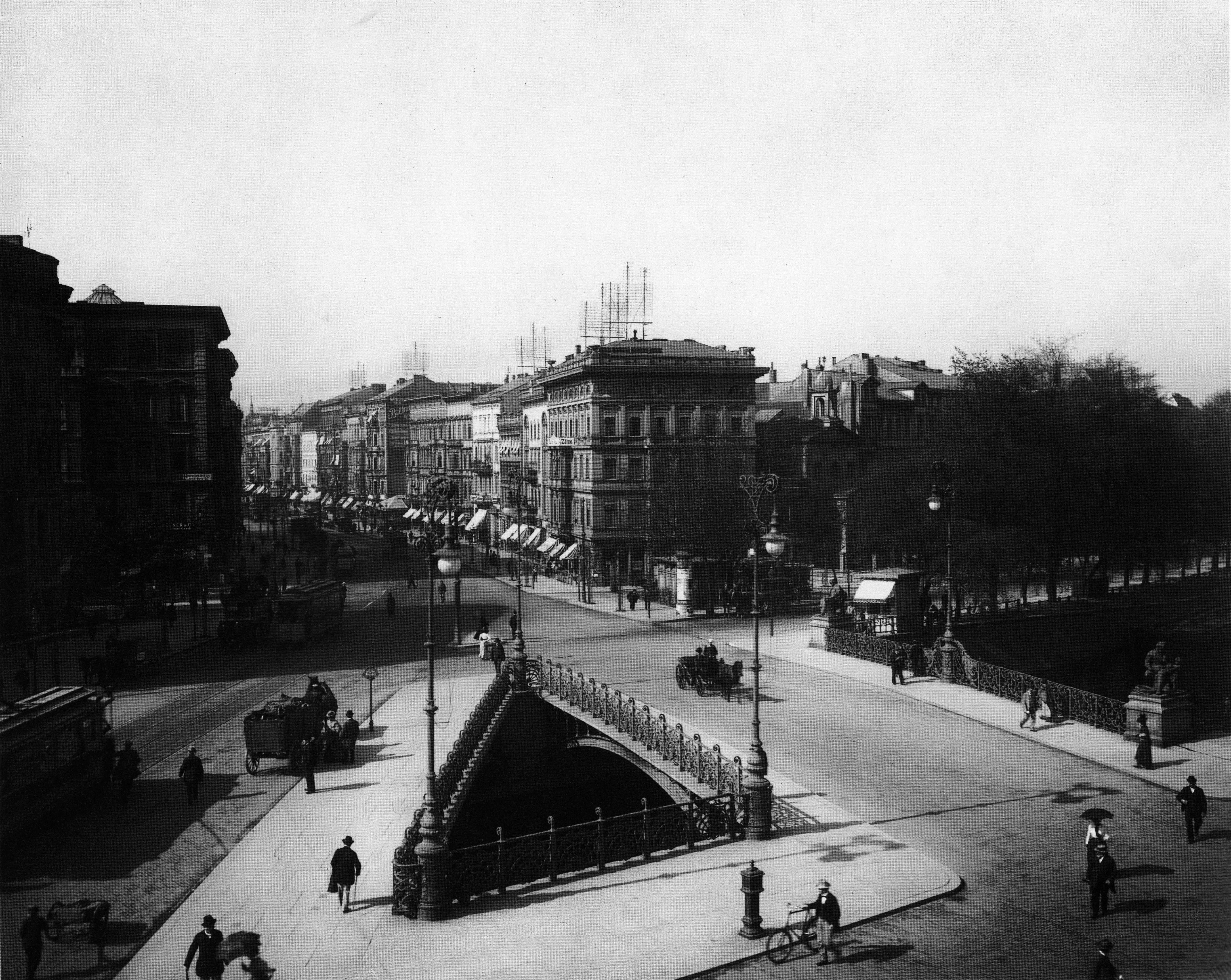
Im Eckhaus in der Mitte des Bildes war das Museum von 1868 bis 1875 provisorisch untergebracht.

### Provisorium an der Potsdamer Brücke
Mitte August 1861 schlug der Berliner Maschinenfabrikant Julius Pintus dem preußischen Landwirtschaftsminister Graf von Pückler vor, in Berlin ein Museum für Landwirtschaft zu gründen. Daraufhin ließ von Pückler Ende Oktober 1861 durch das Landesökonomiekollegium ein entsprechendes Gutachten erstellen.
Ludewig Wittmack trat im Dezember 1867 in den Dienst des Museums und war dort seit 1871 als Kustos angestellt. Er wurde als stellvertretender Preisrichter zur Weltausstellung 1867 nach Paris geschickt und erhielt den Auftrag, Erwerbungen für das in Berlin zu errichtende Landwirthschaftliche Museum zu organisieren.
Mitte Mai 1868 unterrichtete Landwirtschaftsminister Werner von Selchow König Wilhelm I., dass die Mehrzahl aller gegenwärtig im Museum vereinigten Gegenstände von der Pariser Ausstellung übernommen und ein kleiner Teil von Selchow in der Provinz Hannover aus hannoverschen Provinzial-Fonds angekauft wurde.
Für die Ausstellungsräume wurde ein Gebäude an der Ecke Potsdamer Straße 24 und Schöneberger Ufer 26, südwestlich der Potsdamer Brücke gemietet. Zwei Wochen nach Eröffnung des Museums erschien im Wochen-Blatt der Annalen der Landwirthschaft in den Königlich Preußischen Staaten eine kurz gefasste Beschreibung der Sammlungen im Erdgeschoss des Gebäudes. Den ersten Besuchern stand ein Separatdruck dieser Beschreibung zur Verfügung sowie ein „Verzeichniß der in den einzelnen Räumen des landwirthschaftlichen Museums befindlichen Gegenstände“. Danach verfügte das Museum über ein „Holz-Cabinet“, ein „Woll-Cabinet“, einen kleinen und „größeren Maschinen-Raum“, einen „Pflug-Saal“ und über ein „Bibliothek- und Lese-Zimmer“. Der provisorische Charakter des Museums zeigte sich auch in den Raumbenennungen wie „Auf dem ersten Korridor“, „Auf dem zweiten Korridor“, „Am Treppen-Aufgange zum großen Saal“ sowie „In einem kleineren Saal und 3 Nebenzimmern“.
Ab April 1868 wurde das Museum zweimal in der Woche unentgeltlich für die Allgemeinheit geöffnet, später in der Regel am Dienstag, Donnerstag und Sonnabend von 10 bis 15 Uhr. Der Versuch, ab November 1870 den Sonntag als vierten Öffnungstag einzuführen, scheiterte nach einem Jahr.
Bereits Mitte Dezember 1867 nahm das Abgeordnetenhaus mit Mehrheit den Antrag an, ein geeignetes Grundstück für das Museum zu erwerben.
Im Herbst 1873 erschien Wittmacks 230 Seiten umfassender Allgemeiner Katalog des Königlichen landwirthschaftlichen Museums zu Berlin in zweiter Auflage. Danach wurden in 16 Sälen eine „Holzsammlung“, eine „Wollsammlung“, eine „Maschinen- und Geräthe-Sammlung“ und eine „Samen- und Aehren- und Nahrungsmittel-Sammlung“ ausgestellt sowie „Handelsgewächse“, „Herbarien, botanische Modelle“ und Gegenstände der „Thierkunde und Thierzucht“ und der „anorganischen Natur“ gezeigt.

Anfang August 1874 unterrichtete Wittmack das Landwirtschaftsministerium, dass er an der philosophischen Fakultät der Berliner Universität als „Privat-Docent für landwirthschaftliche Botanik zugelassen“ wurde und bat das Ministerium um Erlaubnis zu entsprechenden Vorlesungen. Er begründete seinen Antrag damit, dass er „hoffe durch die Vorlesungen das Interesse für das Museum auch in wissenschaftlichen Kreisen immer mehr zu erwecken, und andererseits das Museum durch die Wissenschaft stets neu zu beleben.“

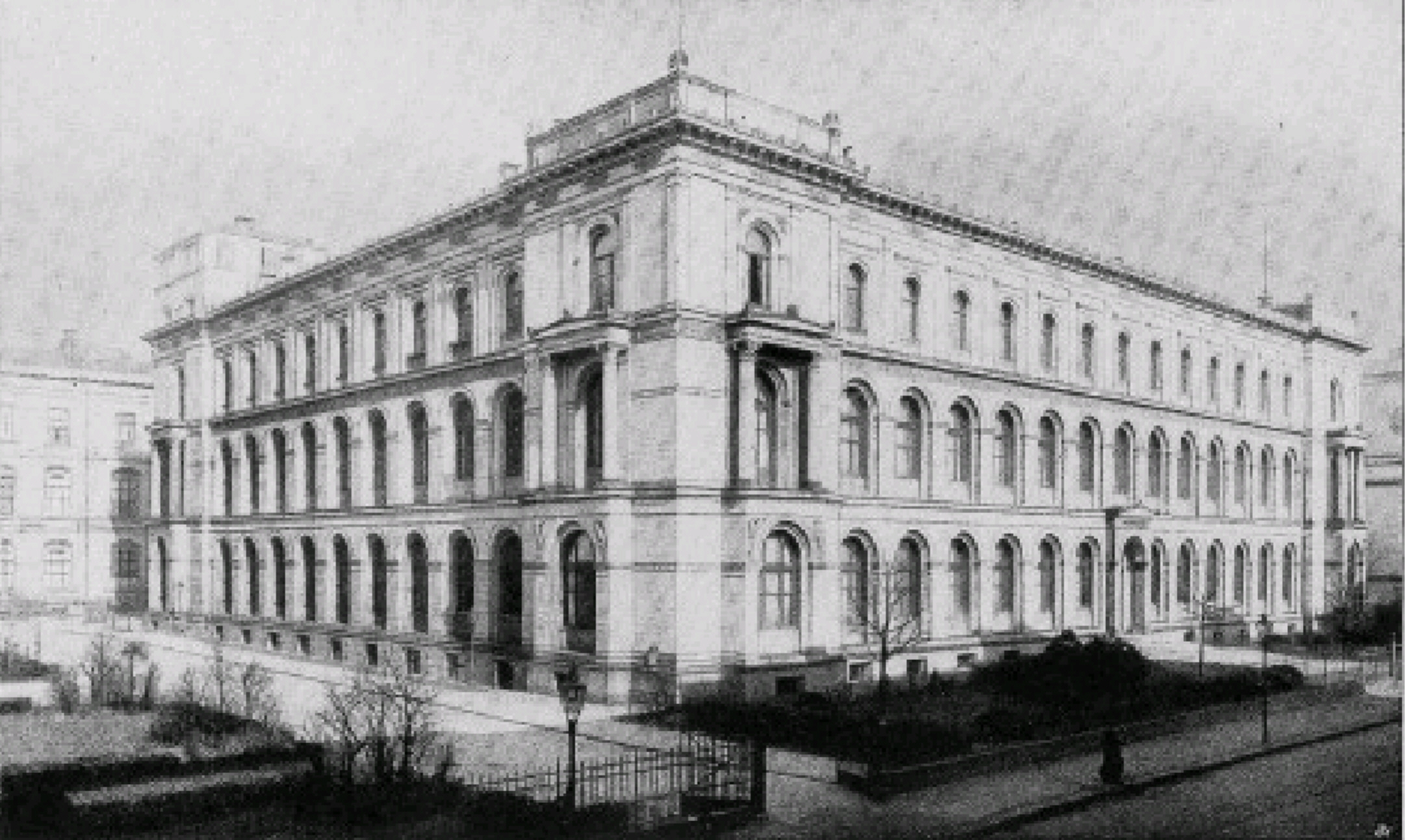
Museumsgebäude (Erdgeschoss und erstes Obergeschoss) in der Invalidenstraße 42.

### Neubau in der Invalidenstraße
Im Schreiben vom Februar 1873 an das Staatsministerium nahm Landwirtschaftsminister Otto von Königsmarck Bezug auf das vom Handelsminister anderen Ressorts angebotene, von der Eisengießerei nicht mehr benutzte Grundstück an der Invalidenstraße.
Nach einer halbjährigen Auseinandersetzung zwischen den Ministerien des Handels, des Kultus und der Landwirtschaft, die alle Ansprüche auf das Grundstück anmeldeten, verzichtete Königsmarck Ende Juli 1873 auf das gesamte Eisengießereigrundstück und begnügte sich mit den Bauplätzen für ein landwirtschaftliches Museum und eine Maschinenhalle. Mitte November 1873 einigten sich die drei Ministerien auf die Aufteilung des Grundstücks, wobei die östliche Seite dem landwirtschaftlichen Museum zufiel.
Ende Januar 1874 bewilligte das preußische Abgeordnetenhaus mit großer Mehrheit Mittel für die Errichtung des Museums mit einer Maschinenhalle und Mitte April 1874 genehmigte Wilhelm I. mit nur einer Zeile den Neubau „für das landwirthschaftliche Museum nebst landwirthschaftlichem Lehrinstitut“ auf dem genannten Grundstück.
Ende März 1876 unterrichtete der Architekt August Tiede die „Commission für den Bau des landwirthschaftlichen Museums und Lehr-Instituts“, dass „der völligen Trennung des Museums vom Lehr-Institut“ Rechnung getragen und den „Museumszwecken das Erdgeschoß und das erste Stockwerk des Gebäudes, dem Lehr-Institut aber das zweite Stockwerk zugewiesen“ wurde. Das Gebäude in der Invalidenstraße 42 wurde also ursprünglich zu zwei Drittel als Museumsgebäude errichtet. Nach dem Umzug von Museum und Lehrinstitut im Frühjahr bzw. Herbst 1880 erhielten sie für einige Monate die offizielle Bezeichnung „Vereinigtes landwirthschaftliches Lehr-Institut und Museum in Berlin“.
Vom 22. April bis 30. Juni 1880 fand die Internationale Fischerei-Ausstellung im neuen Museumsgebäude statt; „an dasselbe wurden von den Bauräthen Heyden und Kyllmann Stein- und Holzbauten gefügt, sodaß sich die Ausstellungsgegenstände über eine Grundfläche von 14,000 Quadratmeter (einschließlich des Gartens mit seinen Weihern und Inseln) ausbreiten konnten.“
Im Februar 1881 wurde statt der „weitschweifigen Bezeichnung“ der Name „Landwirthschaftliche Hochschule“ beantragt und bewilligt, weil er „der Bedeutung der Organisation entspricht und die Stellung der Anstalt zu verwandten Einrichtungen klar erkennen läßt.“ Das Museum war damit der Hochschule untergeordnet und „den betreffenden Fachdocenten unterstellt.“
Im Bericht an Wilhelm I. vom Februar 1881 formulierte Landwirtschaftsminister Robert Lucius von Ballhausen für die Maschinenabteilung des Museums ein Ziel, das eher einer Messe zukam:
„In dem großen glasüberdachten Binnenhof des Gebäudes soll eine permanente Maschinen-Ausstellung den Landwirthen künftig stets ein Bild der neuesten und besten Erfindungen auf diesem wichtigen Gebiete vorführen.“
1906 erschien „Die Königliche Landwirtschaftliche Hochschule in Berlin. Festschrift zur Feier des 25jährigen Bestehens.“ Hrsg. vom Lehrerkollegium unter Redaktion von Ludewig Wittmack. Die Festschrift enthält mehrere Photographien von Ausstellungssälen des Museums, z. B. auf Seite 77 eine Photographie des mittleren Saals der Museumsabteilung „Zootechnisches Institut“.
1913 wurde im Führer durch das Museum die Lage des Gebäudes kurz beschrieben:
„Das im italienischen Renaissancestiel errichtete Gebäude liegt unmittelbar neben dem Museum für Naturkunde und nahe dem Gebäude der Geologischen Landesanstalt und Bergakademie. Mit letzterem hat es Größe und Form gemein, so daß beide als die Flügel des weiter zurückliegenden Mittelbaues, des Museums für Naturkunde, erscheinen.“

### Abteilungen des Museums im Jahr 1913
Laut „Führer durch das Museum“ gab es 1913 neun Abteilungen: die „Maschinen- und Modell-Abteilung“ mit dem Vorsteher Gustav Fischer, die „Keramische Abteilung“ (Leitung unbesetzt), die „Abteilung für Hochbauwesen“ unter Regierungs- und Baurat Noack, die „Zoologische Abteilung“ unter Richard Hesse, die „Zootechnische Abteilung“ mit dem Vorsteher C. Lehmann, die „Abteilung für Binnenfischerei“ mit dem Vorsteher Paulus Schlemenz, die „Vegetabilische Abteilung“ unter Ludewig Wittmack, die „Abteilung für Boden und Dünger“, aufgestellt durch Albert Orth, und die „Mineralogisch-geologisch-bodenkundliche Abteilung“ unter H. Gruner.

### Rückständigkeit des Museums
Anfang September 1926 berichtete Friedrich Schucht, dass die ihm unterstellte Museumsabteilung „Geologie, Mineralogie und Bodenkunde“ in den letzten Jahren nicht „dem jetzigen Stande der Wissenschaft“ angepasst wurde. Insbesondere galt ihm die Bodenkunde als „wissenschaftlich derart rückständig“, dass er ihre Schließung in Erwägung zog. Die Gründe für die Rückständigkeit seiner Museumsabteilung sah Schucht in der fehlenden finanziellen Unterstützung.
Aufgrund eines umfangreichen Berichts von Ludwig Brühl, Professor und Kustos am Institut und Museum für Meereskunde und Lehrbeauftragter für Seefischerei an der Landwirtschaftlichen Hochschule, „welcher über reiche Erfahrungen in Museumsangelegenheiten“ verfügte, kam die Hochschule Anfang Februar 1930 zu der Einschätzung, dass „das Museum als Ganzes vom baulichen Standpunkt aus in dem heutigen Zustande seinen Zweck nur in höchst unvollkommener Weise erfüllen“ konnte und dass „bezüglich des vorhandenen Materials“ die Anordnung „vollständig überholt und rückständig“ war.
Anfang September 1931 legte Brühl, dem inzwischen „die Leitung des Museumsausbaues übertragen“ wurde, eine 17-seitige Denkschrift zur „Umgestaltung des Museums“ vor, in der er abschließend die Hoffnung hegte, „in immer weiteren Volkskreisen Verständnis für die Aufgaben und Bedeutung der deutschen Landwirtschaft zu erwecken“. Der preußische Landwirtschaftsminister Heinrich Steiger erklärte sich mit den Vorschlägen Brühls einverstanden und erwartete von „den Vorstehern der einzelnen Abteilungen des Museums“, dass „sie von sich aus der Umgestaltung des Museums“ sowohl „das erforderliche Interesse entgegenbringen“ als auch „unter den erschwerenden Umständen die notwendigen Massnahmen nach Kräften“ zukommen lassen.

### Schließung des Museums im Jahr 1935
Von „Juli bis Ende September 1931 war das Museum an drei Tagen in der Woche geöffnet“ und zählte während dieser Zeit 172 Besucher. „Im gleichen Zeitraum des Jahres 1932 war das Museum nur Sonntag dem Publikumsverkehr freigegeben und wurde in dieser Zeit von 87 Interessenten aufgesucht.“
Ab 1935 wurde das „öffentliche Landwirtschaftliche Museum dauernd geschlossen und zu einer Lehrsammlung für die Hochschule selbst umgestaltet.“ Friedrich Schucht, der laut Studentenschaft der Hochschule vom Dezember 1933 schon „vor dem Januar dieses Jahres der einzige Parteigenosse unter den Ordinarien und zwar seit längerer Zeit (war)“ und wegen dieser NSDAP-Mitgliedschaft Ende Dezember desselben Jahres zum Rektor der Hochschule ernannt wurde, begründete die Schließung des Museums folgendermaßen: „Ein der breiten Öffentlichkeit zugängliches, landwirtschaftliches Museum in Deutschland müßte der außerordentlichen heutigen Bedeutung der deutschen Bauernschaft und ihren Aufgaben entsprechend eine ganz andere, in gewaltigen Ausmaßen gehaltene und eine ganze Reihe von Belangen umfassende Anlage und Ausgestaltung erfahren, als das im Rahmen des Berliner Museumsbaues möglich wäre.“